# Inspiration (inspiratio)
 For alternative betydninger, se Inspiration. (Se også artikler, som begynder med Inspiration)
Inspiration (af latin  inspiro , indblæse, genoplive) er en stimulus, der udløser mental aktivitet. Ordet bruges ofte om indgivelse af ideer hos kunstneren. I dagligdags sprog er ordet kommet til at betyde motivation eller kreativitet. Historisk set er ordet brugt af kristne til at beskrive en ansporing af Gud. Den traditionelle opfattelse blandt  kristne er, at Bibelen er forfattet af guddommelig inspiration (givet ved Helligånden).
Fra 1600-tallet er der forskellige teorier om inspiration. Disse omfatter verbalinspiration, hvorefter hvert ord er givet af Gud, dvs. også den eksterne sprogdragt har guddommelig autoritet (sammenlign biblicisme).
I fysiologi betyder inspiration indånding.